# Annie Ilonzeh
Annie Ngasi Ilonzeh (* 23. August 1983 in Grapevine, Texas) ist eine US-amerikanische Schauspielerin und Filmproduzentin.

## Karriere
Annie Ilonzeh ist eine US-amerikanische Schauspielerin, die in Deutschland ab 2011 durch die kurzlebige Wiederauflage der Fernsehserie Drei Engel für Charlie bekannt geworden ist. Sie wurde dabei als erste der drei titelgebenden Hauptdarstellerinnen besetzt. In den USA war sie zuvor bereits durch die Serie General Hospital populär geworden, in der sie 2010 und 2011 die Figur Maya Ward spielte.
Von 2018 bis 2020 verkörperte sie in der Feuerwehr-Fernsehserie Chicago Fire die Sanitäterin Emily Foster. In dieser Rolle war sie auch in den zugehörigen Serien Chicago P.D. und Chicago Med zu sehen. In der Actionserie S.W.A.T. hatte sie 2024 in den ersten sieben Folgen der achten Staffel eine Nebenrolle, die zur Hauptrolle ausgebaut wurde.

## Filmografie (Auswahl)
- 2007: How I Met Your Mother (Folge 3x10)
- 2009: Er steht einfach nicht auf Dich (He’s Just Not That Into You, Film)
- 2009–2010: Melrose Place (3 Folgen)
- 2010: Percy Jackson – Diebe im Olymp (Percy Jackson & the Olympians: The Lightning Thief, Film)
- 2010–2011: Entourage (3 Folgen)
- 2010–2011: General Hospital (59 Folgen)
- 2011: Drei Engel für Charlie (Charlie’s Angels, 8 Folgen)
- 2012–2013: Switched at Birth (8 Folgen)
- 2013: Drop Dead Diva (7 Folgen)
- 2012–2014: Arrow (8 Folgen)
- 2015–2016: Person of Interest (5 Folgen)
- 2015: Graceland (3 Folgen)
- 2016: Empire (4 Folgen)
- 2017: All Eyez on Me (Film)
- 2017: Til Death Do Us Part (Film)
- 2017: American Horror Story (Folge 7x11)
- 2018: Peppermint: Angel of Vengeance (Peppermint, Film)
- 2018–2020: Chicago Fire (42 Folgen)
- 2018–2020: Chicago P.D. (4 Folgen)
- 2019: Chicago Med (Folge 5x04)
- 2022: Agent Game (Film)
- 2023: Fear (Film)
- 2023: Soul Mates (Film)
- 2023: Ruined (Fernsehfilm)
- 2023: Vicious Affair (Film)
- 2024: The Stepdaughter (Film)
- 2024: Snatched (Film)
- 2024: The Stepdaughter 2 (Film)
- 2024–2025: S.W.A.T. (21 Folgen)

## Produzent
- 2023: Soul Mates
- 2023: Vicious Affair
- 2024: The Stepdaughter